# فخر الدين قاضيخان
الحسن بن منصور بن أبي القاسم محمود بن عبد العزيز الأُوْزجَنْدي، الفرغاني، المعروف بـ«قاضيخان»، أو «فخر الدين»،(متوفي في 592هـ / 1196م)، هو فقيه حنفي، وشيخ الحنفية، ومن كبارهم، كان إمامًا في الأصول والفروع، نقي القريحة، ومن طبقة المجتهدين في المسائل، ومن القضاة الفضلاء والرواة النبلاء، تفقه على أبي إسحاق إبراهيم بن إسماعيل بن أبي نصر الصفّاري، وظهير الدين أبي الحسن علي بن عبد العزيز المرغيناني، وغيرهما، ولقب الأوزجندي نسبة إلى أوزجند (بنواحي أصبهان، قرب فرغانة - قيرغيزستان. وتفقه عليه جمال الدين الحصيري، وطاهر بن أحمد البخاري، وشمس الأئمة الكردري، ونجم الأئمة الحكيمي، والصدر الكبير صاحب «المحيط»، وبرهان الإسلام الزَّرنوجي.

## المؤلفات
- الفتاوى.[10]
- الأمالي
- الواقعات
- المحاضر
- شرح الزيادات
- شرح الجامع الصغير
- شرح أدب القضاء للخصاف